# Lucien Lambert
Lucien-Léon Guillaume Lambert (1858 - 1945) fou un pianista i compositor francès.
Fou deixeble de Massenet i de Dubois, assolí un premi de l'Institut el 1883 per la seva cantata Promethée enchaîné. A més se li deu:
- Sire Olaf, (1887),
- Brocéliande, òpera en quatre actes, l'obertura de la qual és executada en nombrosos concerts (Ruan, 1892),
- Le Spahi, drama líric (1897),
- La Marseillaise, (París, 1903),
- La Flamenca, òpera en quatre actes (París, 1903),
- Penticosa, (1908).
- Andante et Fantaisie tzigane, poema simfònic per a piano i orquestra,
- una Chanson cosaque, amb cors,

I nombroses melodies vocals.